# Israele ai Giochi della XV Olimpiade
Israele ha partecipato ai Giochi della XV Olimpiade, svoltisi ad Helsinki, dal 19 luglio al 3 agosto 1952,  
con una delegazione di 25 atleti, di cui 3 donne, impegnati in 5 discipline,
senza aggiudicarsi medaglie.

## Risultati

### Pallacanestro
| Atleta | Classifica |
| --- | ---------- |
| V · D · M Nazionale israeliana - Pallacanestro ai Giochi della XV Olimpiade 3 Shneior · 4 Ofri · 5 Daniel · 6 Degani · 7 Cohen · 8 Lin · 9 Shelah · 10 Gafni · 11 Ram · 12 Fecher · 13 Amiel · 14 Erez · 16 Hefez · All. Tubby Raskin | 20°        |
| Nazionale israeliana - Pallacanestro ai Giochi della XV Olimpiade |            |
| 3 Shneior · 4 Ofri · 5 Daniel · 6 Degani · 7 Cohen · 8 Lin · 9 Shelah · 10 Gafni · 11 Ram · 12 Fecher · 13 Amiel · 14 Erez · 16 Hefez · All. Tubby Raskin                                                                             |            |